# Cyanerpes lucidus
El mielerito reluciente (Cyanerpes lucidus), también denominado mielero luciente (en Costa Rica, Panamá y México), mielero brillante (en Colombia y México), mielero colicorto (en Nicaragua), mielero relumbroso (en Honduras), mielero patiamarillo (en Colombia) o mielero dorsiazul es una especie de ave paseriforme de la familia Thraupidae, perteneciente al  género Cyanerpes. Es nativo de México, América Central y extremo noroeste de América del Sur.

## Distribución y hábitat
Se distribuye desde el sureste de México (Chiapas), hacia el sureste por la pendiente caribeña de Belice, Guatemala, Honduras, Nicaragua, Costa Rica, Panamá, hasta el extremo noroeste caribeño de Colombia (Chocó), y en la pendiente del Pacífico del suroeste de Costa Rica, Panamá, hasta el extremo noroeste pacífico de Colombia.
Esta especie habita en el dosel y en los bordes de bosques húmedos de clima tropical y tierras bajas, hasta los 1600 m de altitud.

## Descripción
Mide unos 11 cm de longitud promedio y pesa alrededor de 11 g. El pico es curvo, largo y de color negro, y la cola corta. El macho es de color azul violeta con alas, cola y garganta negras, y patas amarillas brillantes. La hembra es verde, con la cola oscura, las partes inferiores densamente rayadas y de color verde azuloso, la garganta amarilla y la cabeza verde con algunos esbozos azules. Es fácilmente distinguible del mielerito patirrojo (C. cyaneus), con el que comparte hábitat. En esa especie, el macho tiene las patas rojas y la espalda negra, y la hembra no tiene la garganta amarilla. Por el contrario, es muy similar al mielerito cerúleo (C. caeruleus), con el que coincide en Panamá y Colombia; las diferencias entre ambas especies se reducen, en los machos de la presente, al tamaño del parche negro mayor en la garganta y a la intensidad de la coloración azul menos oscura, y en la hembra que se distingue por su cabeza con mayor cantidad de azul. 

## Comportamiento
Se alimenta de insectos, artrópodos, frutos y néctar. Se alimenta en parejas o pequeños grupos, y en ocasiones se integra en bandadas mixtas.
Se reproduce de abril a septiembre. Construye su nido en lo alto de los árboles, a partir de tejidos vegetales muy finos. La puesta consiste en dos huevos.
Su llamado es un largo «síííí», y el canto del macho es un «pit pit pit pit pit-pit» repetido incluso por varios minutos.

## Sistemática

### Descripción original
La especie C. lucidus fue descrita por primera vez por los zoólogos británicos Philip Lutley Sclater y Osbert Salvin en 1859 bajo el nombre científico Coereba lucida; su localidad tipo es: «Guatemala».

### Etimología
El nombre genérico masculino Cyanerpes se compone de las palabras griegas «kuanos»: azul oscuro, y «herpēs»: trepador; y el nombre de la especie «lucidus» del latín que significa claro, brillante.

### Taxonomía
Durante mucho tiempo fue considerado conespecífico con el mielero cerúleo (C. caeruleus). Los amplios estudios filogenéticos recientes comprueban que la presente especie es hermana de Cyanerpes nitidus, y el par formado por ambas es hermano del par formado por Cyanerpes cyaneus y  C. caeruleus.

### Subespecies
Según las clasificaciones del Congreso Ornitológico Internacional (IOC) y Clements Checklist/eBird v.2019 se reconocen dos subespecies, con su correspondiente distribución geográfica:
- Cyanerpes lucidus lucidus (P.L. Sclater & Salvin), 1859 – desde el sur de México al norte de Nicaragua.
- Cyanerpes lucidus isthmicus Bangs, 1907 – Costa Rica a Panamá, y extremo noroeste de Colombia.